# Ack Värmeland, du sköna
Ack Värmeland, du sköna (Ak Värmland, du skønne), også Värmlandssången (Värmlandssangen) eller Värmlandsvisan (Värmlandsvisen), er en svensk sang fra 1822, der er baserat på en traditionel folkemelodi, og med tekst af Anders Fryxell og Fredrik August Dahlgren. Teksten blev skrevet først til musikkomedien Wermlandsflickan fra 1822, men blev senere tilføjet folkekomedien Värmlänningarna fra 1846 af Dahlgren. Visen indgår i den svenske viseskat.
Visens oprindelse er omdiskuteret. Det står klart at Fryxell skrev sin tekst til en melodi, som blev sunget i det nordlige Östergötlands mineområder og begyndte med ordene "Ack, Östra Götland och Finnespånga län,/ Ack, du är en krona för andra!/ Inom dina gränser bo redlige män/" Denne "östgötavise", der kaldes for Risingevisen og blev komponeret af Anders Ölin, stammer melodisk eventuelt fra den hollandske sang "O, Nederland! Let op u saeck" fra 1500-tallet, som kan være kommet til Sverige med indvandrede vallonere eller hollændere, men de to melodier er ikke helt ens. Det er troligt at den svenske melodi blev sunget i Östergötland og omkreds i det mindste siden 1700-tallet.